# Richard Theiner

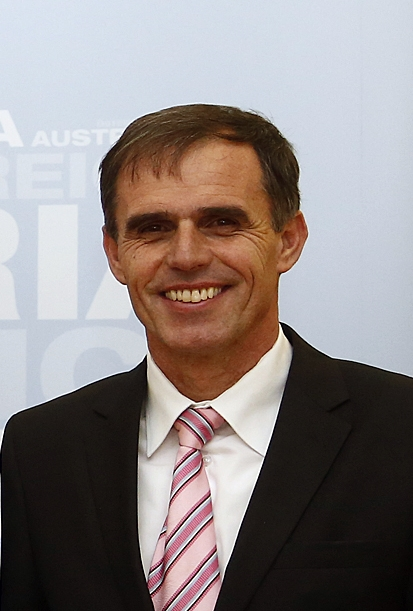
Richard Theiner

Richard Theiner (* 17. Mai 1958 in Mals) ist ein italienischer Politiker aus Südtirol.

## Biographie
Theiner absolvierte ein Studium der Rechtswissenschaft (laurea in giurisprudenza) an der Universität Bologna. Von 1995 bis 1998 war er Vizebürgermeister der Gemeinde Latsch. Im Jahr 1998 wurde er auf der Liste der Südtiroler Volkspartei in den Landtag und damit gleichzeitig den Regionalrat Trentino-Südtirol gewählt. Gleich in seiner ersten Legislaturperiode wirkte Theiner als Regionalassessor und (ab 2002) als Vizepräsident der Regionalregierung Trentino-Südtirol. Bis 2003 war er Obmann des Bezirks Vinschgau der Südtiroler Volkspartei, er ist Mitglied des Arbeitnehmerflügels der SVP. Nach den Landtagswahlen 2003 wurde Theiner vorübergehend – bis zu seiner Wahl in die Südtiroler Landesregierung – Landtagspräsident, anschließend übernahm er im Kabinett Durnwalder IV die Ressorts Gesundheits- und Sozialwesen. Bei den Landtagswahlen 2008 wurde er mit 23.949 Vorzugsstimmen erneut gewählt, und in der Folge als Landesrat im Kabinett Durnwalder V mit denselben Aufgaben betraut. Im Februar 2009 gab Theiner bekannt, zusammen mit Thomas Widmann als Stellvertreter die Obmannschaft der SVP anzustreben. Am 18. April 2009 wurde Theiner, der als einziger Kandidat antrat, mit 82 % der Delegierten-Stimmen als Nachfolger Elmar Pichler Rolles zum Obmann der SVP gewählt. Am 5. Februar 2013 wählte ihn der Südtiroler Landtag als Nachfolger von Hans Berger zum Landeshauptmannstellvertreter. Bei den Landtagswahlen im selben Jahr konnte er mit 26.649 Vorzugsstimmen sein Mandat erneuern. Im Kabinett Kompatscher I behielt er das Amt des Landeshauptmannstellvertreters und bekam als Landesrat die Ressorts Umwelt und Energie zugeteilt. 2014 wurde er in seinem Amt als SVP-Obmann durch Philipp Achammer abgelöst. Im Vorfeld der Landtagswahlen 2018 verzichtete er auf eine erneute Kandidatur und schied in der Folge aus der aktiven Politik aus.